# Semaeopus flavicans
Semaeopus flavicans är en fjärilsart som beskrevs av Louis Beethoven Prout 1917. Semaeopus flavicans ingår i släktet Semaeopus och familjen mätare. Inga underarter finns listade i Catalogue of Life.